# Avrainville (Haute-Marne)
Pour les articles homonymes, voir Avrainville.
Avrainville est une ancienne commune française du département de la Haute-Marne en région Grand Est. C'est une commune associée de Troisfontaines-la-Ville depuis 1972.

## Histoire
En 1789, ce village fait partie de la province de Champagne dans le bailliage de Chaumont, la prévôté d'Andelot et la châtellenie de Joinville.
Le 1er août 1972, la commune d'Avrainville est rattachée sous le régime de la fusion-association à celle de Troisfontaines qui devient Troisfontaines-la-Ville.

## Politique et administration
| Période                                  | Période | Identité | Étiquette | Qualité |
| ---------------------------------------- | ------- | -------- | --------- | ------- |
|                                          |         |          |           |         |
| Les données manquantes sont à compléter. |         |          |           |         |

## Démographie
| 1911 | 1921 | 1926 | 1931 | 1936 | 1946 | 1954 | 1962 | 1968 |
| ---- | ---- | ---- | ---- | ---- | ---- | ---- | ---- | ---- |
| 154  | 119  | 114  | 105  | 108  | 112  | 106  | 120  | 118  |

## Lieux et monuments
- Église Saint-Martin